# Gostkowo (powiat słupski)
Gostkowo (kaszb. Gòstkòwò, niem. Emilienhof) – wieś kaszubska w Polsce położona w województwie pomorskim, w powiecie słupskim, w gminie Główczyce. Wieś wchodzi w skład sołectwa Stowięcino.
W latach 1975–1998 miejscowość administracyjnie należała do województwa słupskiego.

## Nazwa
Nazwa miejscowości jest tzw. chrztem nazewniczym i ma charakter pseudodzierżawczy. Powstała przez dodanie do nazwy osobowej Gostek (Gościmir) formantu -owo. Pierwotna nazwa niemiecka Emilienhof, wzmiankowana po raz pierwszy w 1935, ma charakter pamiątkowy i składa się z dwóch członów: nazwy osobowej Emilie „Emilia” i nazwy pospolitej Hof „folwark, zagroda”.
Rada Języka Kaszubskiego proponuje opartą na polskiej kaszubską formę nazwy Gòstkòwò.